# Malawische pond
Het Malawische pond was tot 1971 de munteenheid van Malawi. Sinds 1932 gebruikte Malawi (toen Nyasaland) het Zuid-Rhodesische pond. In 1955 werd een nieuwe munteenheid geïntroduceerd, het Rhodesische en Nyasaland pond. Deze munteenheid werd in 1964 vervangen door het Malawische pond nadat Malawi onafhankelijk werd van het Verenigd Koninkrijk. Het pond in kwestie was verdeeld in 20 shilling. Het Malawische pond werd in 1971 vervangen door de Malawische kwacha.